# Watching the Wheels
Watching the Wheels is een single van de Engelse zanger John Lennon uit 1981, uitgebracht na de dood van Lennon. Het nummer werd uitgebracht als de derde en laatste single van en als de zevende track op het album Double Fantasy uit 1980.

## Achtergrond
Watching the Wheels is geschreven door  John Lennon en geproduceerd door John Lennon, Yoko Ono en Jack Douglas. Het nummer gaat over de muzikale pauze die Lennon had genomen tussen 1973 en 1979 om huisman te zijn, hoe hij het fijn vindt om bij zijn familie te zijn en niet meer in de commerciële muziekwereld te zitten. Hoewel het album Double Fantasy aanvankelijk niet goed werd ontvangen, werd Watching the Wheels wel een hit, grotendeels als gevolg van de moord op Lennon. Het lied stond in de Billboard Hot 100 op de tiende plaats, terwijl het in het Verenigd Koninkrijk verrassend genoeg slechts de dertigste plaats haalde.